# Куличенко Максим Іванович
Максим Іванович Куличенко (Куліченко) (1890 — ?) — педагог, делегат Всеукраїнських з'їздів вчителів (1918-1923), заступник голови Шишацького волосного виконавчого комітету (1918), перший завідувач Шишацького районного відділу народної освіти (1923).

## Життєпис
Максим Іванович Куличенко (Куліченко) народився 1890 року в місті Миргород. Походив із селян. Мав брата Якова (Якова Івановича Куличенка, 1888 р.н.) та сестру Єлизавету (?-1941).
17-річним закінчив Шишацьке двокласне училище. Працював у наймах.
1908 року вступив до Миргородського художнього училища (художньо-промислової школи).
У 1909 році призваний до лав царської армії, прослужив 1 рік 8 місяців. Мав військове звання єфрейтора.
1912 року за сприяння племінника М. В. Гоголя дійсного статського радника, почесного мирового судді Полтавського повітового суду Миколи Володимировича Бикова поновив навчання в Миргородському художньому училищі.
9 грудня 1915 року на 3 місяці був заарештований поліцією в Миргороді за підозрою участі в українській молодіжній організації «Юнацька спілка».
1916 року закінчив Миргородське художнє училище.
Працював у Шишацькому училищі учителем малювання.

## У часи Української революції
У кінці 1917 року призначений помічником начальника міліції міста Миргород, прослужив 7 місяців.
Був помічником секретаря в комітеті «Народного спокою».

## Діяльність в Шишаках
У 1918 році повернувся в Шишаки. Працював у Шишацькій школі.
Був обраний членом Шишацького волосного виконавчого комітету, заступником голови Шишацького волосного виконкому. У виконкомі був відповідальним за освіту.  
У 1923 році, з утворенням Шишацького району призначений першим завідувачем Шишацького районного відділу народної освіти.
З 1918 по 1923 роки був делегатом Всеукраїнських з'їздів вчителів.

## Життя у Запоріжжі
1924 року переїхав до Запоріжжя, працював завідувачем відділу художнього робфаку.
У 1930 році працював учителем малювання та креслення в Запорізькій трудовій школі № 2 (нині Запорізька гімназія № 2 імені Лесі Українки).